# استروئید سولفاتاز
سری‌سازی داده‌ها شکست خورد.
استروئید سولفاتاز (انگلیسی: Steroid sulfatase) یا استریل-سولفاتاز یا به‌اختصار «STS»، که در گذشته با نام «آریل‌سولفاتاز C» هم شناخته می‌شد، یک آنزیم از خانوادهٔ سولفاتازها است که در متابولیسم استروئید نقش دارد.
این آنزیم توسط ژن «STS» کُد می‌شود
و کارش، تبدیل پیش‌سازهای سولفاته‌شدهٔ استروئیدی به استروئیدهای آزاد است. به عنوان مثال، دهیدرواپی‌اندروسترون سولفات، استرون سولفات، سولفات پرگننولون و کلسترول سولفات را به ترتیب، به دهیدرواپی‌اندروسترون، استرون، پرگننولون و کلسترول تبدیل می‌کند.
این آنزیم در شبکه آندوپلاسمی جای دارد و به صورت یک هومودایمر تولید می‌شود.
کمبود مادرزادی این آنزیم موجب بروز بیماریِ پوستیِ «ایکتیوز وابسته به کروموزوم X» می‌شود که بدان «XLI» هم می‌گویند و از هر ۲۰۰۰ تا ۶۰۰۰ مرد، یکی را مبتلا می‌کند. در این بیماری پوسته‌پوسته‌شدن و هیپرکراتوز شدید وجود دارد که علتش، عدم تجزیه و در نتیجه، تجمعِ مادهٔ «کلسترول سولفات» است که کارش در حالت عادی، ثبات و قوامِ دیوارهٔ سلولی و ایجاد پیوستگی و چسبندگیِ سلولی در لایه‌های بیرونیِ پوست است.
داروی دانازول، یکی از بازدارنده‌های آنزیم استروئید سولفاتاز است.